# 侏橄欖綠䴉
侏橄欖綠鹮（學名：Bostrychia bocagei）是一種極危的鳥類，是聖多美和普林西比的特有種。曾被普遍認為是體型較大的橄欖綠鹮（Bostrychia olivacea）的一個亞種，但目前已獨立成種。

## 描述
侏橄欖綠鹮翼展為248毫米，啄長73毫米，踝52毫米及尾長95毫米。頭部為暗淡的橄欖色，眼圈外及啄基部有黑色包圍。覆羽帶有少量銅色。是一種安靜的鳥，但當備受擾亂時會發出如咳嗽般的咕嚕叫聲，求偶爭雄時也會發出刺耳的鳴叫。其嗚叫聲常被形容為厚沉的咔格咔格。

## 棲地及生態
牠們僅分佈在海拔450米以下的原生林內。牠常在森林內稀疏的灌木叢中覓食，特別是被野豬擾亂過後的地方，及在沼澤地區接壤的水道附近找尋食物。

## 種群及威脅
種群數目極為稀少，相信個體數目僅有50頭，因此在IUCN紅色名錄內被列為極危物種。
入侵物種、棲地的破壞等都是主要的威脅，公路的修建也使過去很多難於企及的地方被開發出來。國家公園正在籌劃以保護這僅餘的種群，但到目前為止這片森林仍然未受保護。

## 外部連結
- 圖像 - ARKive
- 國際鳥盟的資料